# Avanton
 Avanton  es una población y comuna francesa, situada en la región de Poitou-Charentes, departamento de Vienne, en el distrito de Poitiers y cantón de Neuville-de-Poitou.
En 1844, fue encontrado en esta localidad uno de los cuatro sombreros dorados que han sido hallados en Europa y que datan de la Edad del Bronce.

## Demografía
| 570 | 640 | 817 | 1120 | 1164 | 1414 |
| Para los censos de 1962 a 1999 la población legal corresponde a la población sin duplicidades (Fuente: INSEE [Consultar]) |     |     |      |      |      |